# ایریس
ایریس (به یونانی: Ανδρομαχη)، دختر تامائوس و الکترا.
ایریس حامل پیام‌های خدایان بود و با زفوروس (باد غرب) ازدواج کرد. ایریس به معنای رنگین‌کمان است.